# 芒特弗農鎮區 (愛荷華州布萊克霍克縣)
芒特弗農鎮區（英語：Mount Vernon Township）是位於美國愛荷華州布萊克霍克縣的一個行政鎮區。

## 地方資料
根據2010年美國人口普查的數據，芒特弗農鎮區的面積為82.06平方千米，當中陸地面積為82.06平方千米，而水域面積為0.00平方千米。當地共有人口1098人，而人口密度為每平方千米13.38人。